# Ulrich von Hutten
Ulrich von Hutten (21 d'abril de 1488 - 29 d'agost de 1523) fou un cavaller, erudit, poeta del Sacre Imperi Romanogermànic, que més tard es va convertir en un seguidor de Martí Luter i un reformant protestant.
Abans de 1519, era un obert crític de l'Església Catòlica Romana. Hutten va ser un pont entre els humanistes del Renaixement i la Reforma luterana.
Juntament amb Franz von Sickingen va ser cap dels cavallers imperials del Sacre Imperi Romà; tots dos van ser els líders en la revolta dels cavallers.
La seva vida es pot dividir en quatre parts: la vida jove del claustre (1488-1504); la recerca del coneixement (1504-1515); la lluita amb Ulrich de Württemberg (1515-1519); i la connexió amb la Reforma (1510-1523).

## Naixement i joventut
Hutten va néixer al castell de Steckelberg, ara a Schlüchtern, Hesse. Era el fill gran d'una família pobra i poc distingida de cavallers. Com que era petit d'estatura i malaltís, quan tenia deu anys, el pare el va destinar al claustre al proper monestir benedictí de Fulda per a ser educat com a monjo. L'escola monàstica allà era molt apreciada i va rebre una excel·lent educació. Tot i això, no li va agradar el mode de vida, i el 1505 va fugir a Colònia. Va obtenir la llibertat, però va provocar la ira indigne del seu pare.

## Recerca del coneixement
A Colònia, Hutten va conèixer a Hoogstraten, Johannes Rhagius (també conegut com a Johannes Aesticampianus) i altres estudiosos i poetes. El 1506, es va dirigir a Erfurt, però poc després es va incorporar a Rhagius a Frankfurt an der Oder, on s'obria una nova universitat. Allà va cursar el màster i va publicar el seu primer poema. El 1507, va seguir a Rhagius fins a Leipzig. L' Enciclopèdia Britànica de 1911, el sitúa al 1508 com a captaire naufragat a la costa pomerània, mentre que la Nova Enciclopèdia Internacional diu que es recupera de la pesta.
El 1509, va estudiar teologia a la Universitat de Greifswald. El 1510 va dedicar un temps a estudiar teologia a la Universitat de Wittenberg.
No obstant això, els seus més exigents mecenes no podien tolerar els aires i la vanitat del poeta, i les afirmacions malintencionades del seu rang superior. Per això Hutten va marxar de Greifswald, Després d'un hivern dur, mig mort de fam, glaçat i sense res, arriba a Rostock.
A Rostock, els humanistes el van rebre amb alegria, i sota la aquesta protecció va escriure contra els seus mecenes Greifswald, iniciant així la llarga llista de les seves sàtires i atacs ferotges contra enemics personals o públics. Rostock no el va poder aguantar gaire, i va anar a Wittenberg, on el 1511 va publicar el seu Ars Versificatoria, un treball sobre versificació. La seva propera parada va ser Leipzig, i des d'allà a Viena, on esperava guanyar el favor de l'emperador Maximilià mitjançant un elaborat poema nacional sobre la guerra de Venècia.
Hutten es va traslladar a Itàlia i es va establir a Pavia per estudiar dret. El 1512, els seus estudis van ser interromputs per la guerra: en el setge de Pavia per tropes papals i suïsses, va ser saquejat per tots dos bàndols i va escapar, malalt i pobre, a Bolonya. Va servir durant poc temps com a soldat privat en l'exèrcit de l'emperador, però cap al 1514 va tornar a Alemanya. Gràcies als seus dons poètics i a l'amistat d'Eitelwolf von Stein (d. 1515), va guanyar el favor de l'elector de Magúncia, l'arquebisbe Albert de Brandenburg. Aquí s'hi van plantejar grans somnis d'una carrera apresa: Mainz hauria de ser la metròpoli d'un gran moviment humanista, el centre del bon estil i la forma literària.

## Lluita amb Ulrich de Württemberg
Però l'assassinat, el 1515, del seu parent Hans von Hutten d'Ulrich va canviar tot el curs de la vida de Hutten; la sàtira, principal refugi dels febles, es va convertir en la seva arma. Amb una mà va participar en el famós Epistolæ Obscurorum Virorum (The Letters of Obscure Men) i, amb l'altra, va llançar llagrisses cartes, eloqüents oracions ciceroneses o sàtires mossegadores contra el duc. Aquests treballs el van fer conegut a tota Alemanya.
Epistolæ Obscurorum Virorum va ser escrit en suport del mentor de Hutten, el destacat teòleg Johannes Reuchlin, que es va comprometre en una lluita per evitar la confiscació de textos hebreus. Epistolæ contenia una sèrie de cartes fictícies, adreçades a Hardwin von Grätz, que atacaven sarcàsticament els teòlegs escolàstics que actuaven contra Reuchlin.
Hutten va tornar a Itàlia per obtenir el grau de doctor en lleis i va tornar a casa el 1517, on l'emperador el va prendre sota la seva protecció i li va concedir els honors de la corona i la cavalleria laureades d'un poeta.
Mentre estava a Itàlia, Hutten s'havia imbuït d'un ferotge odi pel papat, que va atacar amargament en el prefaci a una edició del De Donatione Constantini de Laurentius Valla, publicat el 1517. Així va ajudar a preparar el camí per a Martin Luther .
El 1518, Hutten va acompanyar el seu patró, l'arquebisbe Albert, en diversos viatges oficials a París i a la dieta d'Augsburg, on Luther va tenir la seva famosa conferència amb Thomas Cajetan. Posteriorment, Hutten va establir una petita impremta i va publicar fulletons escrits en llengua gemànica que atacaven el papa i el clergat romà.

## Participació en la reforma
L'arquebisbe de Magúncia Albrecht von Brandenburg el va denunciar a Roma; En 1519, Hutten es va convertir en partidari de Luther i va demanar una reforma religiosa. A diferència de Luther, Hutten va intentar aplicar la reforma per mitjans militars quan ell, juntament amb Franz von Sickingen va intentar iniciar una croada popular dins del Sacre Imperi Romà contra el poder de l'Església catòlica romana en favor de la religió reformada de Luter.
En el que es coneix com a Revolta dels cavallers, van atacar les terres de l' Arquebisbe de Trier el 1522. Tanmateix, l'arquebisbe va derrotar els cavallers el 1523, destruint-los com a força política important dins de l'imperi.
Després de la seva derrota, Hutten va intentar convèncer Erasme de Rotterdam per fer costat a la Reforma. Erasme es va negar a prendre partit, i també es va negar a veure Hutten quan aquest va venir a Basilea el 1523, malalt i empobrit, per veure'l. El seu allunyament va culminar amb una disputa literària entre els dos humanistes.
Hutten va morir en reclusion a l'illa d' Ufenau al llac de Zuric .
Durant els últims 15 anys de la seva vida, Hutten va patir la "malaltia francesa" (sífilis), de la qual va morir. Va escriure un text el 1519, De morbo Gallico (sobre la malaltia francesa), sobre els símptomes i el seu tractament amb Guaiacum. El text és considerat com una de les primeres narracions de pacients de la història de la medicina; El retrat d'Holbein el Jove des del 1523 és el primer retrat realista conegut d'una persona amb la malaltia.